# Нью-Берлінвілл (Пенсільванія)
Нью-Берлінвілл (англ. New Berlinville) — переписна місцевість (CDP) в США, в окрузі Беркс штату Пенсільванія. Населення — 1382 особи (2020).

## Географія
Нью-Берлінвілл розташований за координатами 40°20′45″ пн. ш. 75°37′52″ зх. д. / 40.34583° пн. ш. 75.63111° зх. д. (40.345865, -75.631238).  За даними Бюро перепису населення США в 2010 році переписна місцевість мала площу 3,92 км², з яких 3,91 км² — суходіл та 0,01 км² — водойми.

## Демографія
Згідно з переписом 2010 року, у переписній місцевості мешкало 1368 осіб у 552 домогосподарствах у складі 392 родин. Густота населення становила 349 осіб/км².  Було 581 помешкання (148/км²).
Расовий склад населення:
| - 96,9 % — білих - 0,3 % — азіатів - 0,1 % — корінних американців - 0,1 % — чорних або афроамериканців |

До двох чи більше рас належало 2,4 %. Частка іспаномовних становила 0,9 % від усіх жителів.
За віковим діапазоном населення розподілялося таким чином: 20,7 % — особи молодші 18 років, 63,4 % — особи у віці 18—64 років, 15,9 % — особи у віці 65 років та старші. Медіана віку мешканця становила 43,4 року. На 100 осіб жіночої статі у переписній місцевості припадало 93,5 чоловіків;  на 100 жінок у віці від 18 років та старших — 90,4 чоловіків також старших 18 років.
Середній дохід на одне домашнє господарство  становив 76 638 доларів США (медіана — 68 125), а середній дохід на одну сім'ю — 83 370 доларів (медіана — 78 594). За межею бідності перебувало 2,5 % осіб, у тому числі 4,9 % дітей у віці до 18 років та 3,9 % осіб у віці 65 років та старших.
Цивільне працевлаштоване населення становило 930 осіб. Основні галузі зайнятості: виробництво — 31,7 %, освіта, охорона здоров'я та соціальна допомога — 17,0 %, мистецтво, розваги та відпочинок — 13,7 %.